# Stadio di Corso Sebastopoli
Das Stadio di Corso Sebastopoli war ein multifunktionales Stadion in der italienischen Stadt Turin im Piemont.
Das Stadion war aus Holz gebaut und nach der Straße, an der es lag benannt, dem Corso Sebastopoli. Zwischen 1908 und 1922 diente es Juventus Turin als Heimstätte und verfügte über etwa 10.000 Sitzplätze. Es gilt als das erste eigene Stadion der Juve, die bis dahin auf dem Campo di Piazza d’armi und im Velodromo Umberto I aktiv war.
Das Stadio di Corso Sebastopoli befand sich unweit des heutigen Olympiastadions, das 1933 errichtet wurde. Im Jahr 1922 zog Juventus in das neu errichtete Stadio di Corso Marsiglia um. Das Stadion wurde daraufhin abgerissen. Die genaue Lage ist heute wegen der späteren Bebauung des Geländes nicht mehr nachzuvollziehen.